# HMS Agamemnon (1781)
La HMS Agamemnon era un vascello di terza classe a due ponti da 64 cannoni della Royal Navy, appartenente alla classe Ardent, costruito negli anni settanta del XVIII secolo, e rimasta in servizio fino al 1809, anno in cui divenne inservibile causa l'arenamento e lo sfondamento della chiglia dopo aver colpito una secca al largo di Maldonado, in Uruguay.
È stata la prima delle navi della Marina inglese a portare il nome del mitico antico re greco Agamennone.
L'Agamemnon è stata in servizio nella Guerra d'indipendenza americana, nelle guerre rivoluzionarie e napoleoniche francesi  e combatté in molte delle principali battaglie navali di questi conflitti.
È ricordata per essere stata la nave preferita di Orazio Nelson. Il futuro Lord Nelson vi servì come capitano dal gennaio 1793 per 3 anni e 3 mesi, durante i quali rese un considerevole servizio nel Mediterraneo.
Dopo il comando di Nelson, la nave fu coinvolta nei famosi ammutinamenti del 1797 di Spithead e Nore.
Nel 1801 era schierata nella prima battaglia di Copenaghen, ma si arenò prima di poter entrare in azione.
L'Agamennon aveva spesso bisogno di riparazioni e probabilmente sarebbe stata smantellata o demolita nel 1802 se la guerra con la Francia non fosse ricominciata. Combatté nella Battaglia di Trafalgar il 21 ottobre 1805, dove costrinse alla resa la Santísima Trinidad spagnola a quattro ponti.
Prese parte alla battaglia di San Domingo nel 1806. La campagna successiva dell'Agamemnon fu svolta nelle acque sudamericane al largo del Brasile.
Le sue scadenti condizioni contribuirono alla sua demolizione quando nel giugno 1809 s'incagliò alla foce del Río de la Plata mentre, con il resto della sua squadra, cercava riparo da una tempesta. La maggior parte delle attrezzature della nave fu recuperata, ma le condizioni dei legni della nave resero impossibile liberarla e il suo comandante fu scagionato per la perdita della nave.
Nel 1993 il relitto dell'Agamennon è stato localizzato, e ne sono stati recuperati diverse attrezzature e uno dei cannoni.